# Tom Iredale
Tom Iredale (ur. 24 marca 1880, zm. 12 kwietnia 1972) – urodzony w Anglii ornitolog i malakolog. Był związany z Australią, gdzie spędził większość swojego życia.